# Henrique da Silveira
Henrique Cunha da Silveira (26. januar 1901 - 9. april 1973) var en portugisisk fægter, som deltog i de olympiske lege 1920 i Antwerpen, 1924 i Paris, 1928 i Amsterdam og 1936 i Berlin.
Silveira vandt en bronzemedalje i fægtning under OL-1928 i Amsterdam. Han var med på det portugisiske hold som kom på en tredjeplads i disciplinen i kårde efter Italien og Frankrig.